# Cultura del surf

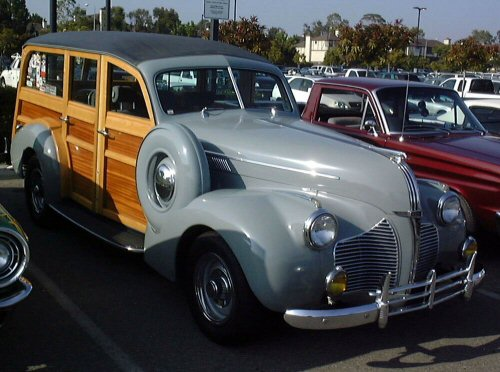
Pontiac con secciones de la carrocería de madera, utilizado por los primeros surfistas.

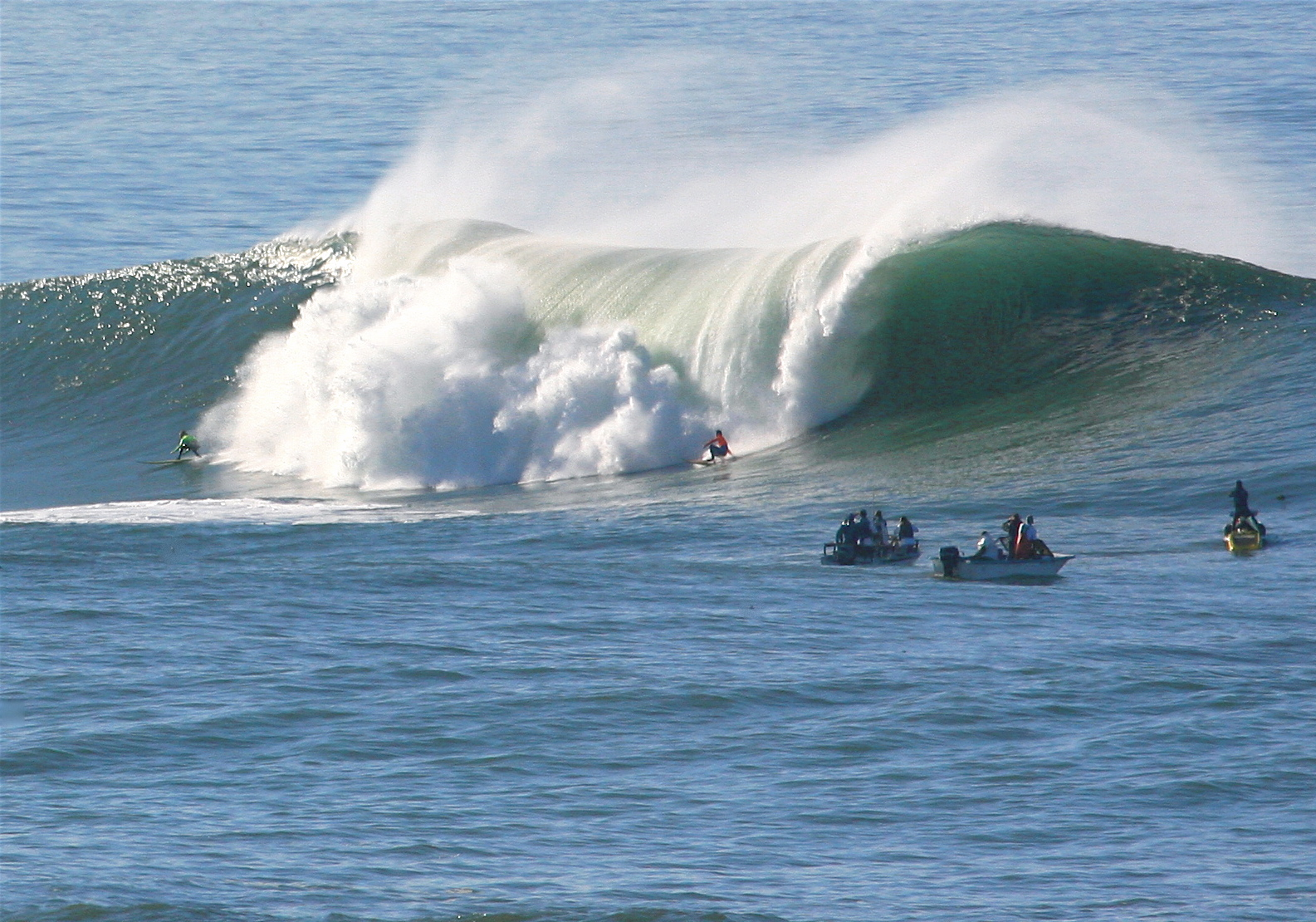
Surfistas y espectadores en botes en Mavericks, un sitio con olas de fama mundial cerca de la costa de Half Moon Bay, California.

La cultura del surf hace referencia a las personas, lenguaje, moda y estilo de vida que rodea el deporte del surf. 
Esta cultura comenzó a gestarse a comienzos del siglo XX, y se expandió rápidamente durante las décadas de 1950 y 1960, y continúa evolucionando. La misma ha ejercido influencia sobre la moda, la música, la literatura, películas, jerga, entre otros temas. Los surfistas que provienen de distintos sitios y experiencias se unen en la búsqueda de grandes olas, el deseo por navegar sobre una gran ola, y la vida en contacto con el océano. 